# NASA TV
NASA TV (originalmente NASA Select) es la cadena de televisión de la agencia espacial estadounidense NASA. Es transmitido por satélite y con simulcast por Internet. El canal público puede ser llevado por sistemas locales de televisión por cable a su criterio, y es transmitido por algunos repetidores de televisión amateur. La cadena ha estado transmitiendo por más de 25 años.
La cadena transmite una gran cantidad de programas educativos, y provee cobertura en vivo de una serie de misiones tripuladas (incluyendo el transbordador espacial y la Estación Espacial Internacional), misiones con robots, y lanzamientos internacionales. La red completó su conversión de analógico a digital en 2005 luego del lanzamiento de STS-114, que finalizó el período de transmisión dual analógica/digital; aunque algunos sistemas de televisión por cable continúan transmitiéndolo en analógico. El enlace satelital emplea el sistema DVB para la transmisión de datos.